# Anima Mundi (film)
Pour les articles homonymes, voir Anima Mundi.
Pour plus de détails, voir Fiche technique et Distribution.
Anima Mundi est un court-métrage documentaire italien réalisé par Godfrey Reggio et sorti en 1991.
La musique a été composée par Philip Glass, qui a travaillé avec Reggio sur la trilogie Koyaanisqatsi, Powaqqatsi et Naqoyqatsi.

## Fiche technique
- Réalisation : Godfrey Reggio
- Scénario : Godfrey Reggio
- Production : Lawrence Taub
- Musique originale : Philip Glass
- Photographie : Graham Berry
- Montage : Miroslav Janek
- Durée : 28 minutes
- Pays :  Italie
- Dates de sortie : 1992
  -  États-Unis : 24 avril 1991 (USA Film Festival)
  -  États-Unis : 7 mai 1993 (New York)